# Canarium klineorum
Canarium klineorum is een slakkensoort uit de familie van de Strombidae. De wetenschappelijke naam van de soort is voor het eerst geldig gepubliceerd in 1960 door Abbott.